# Vilém I. Dobyvatel
Vilém Dobyvatel (cca 1028 – 9. září 1087) byl jako Vilém II. Normanský v letech 1035–1087 normandský vévoda a jako Vilém I. v letech 1066–1087 anglický král. Z anglosaských kronik před Normanským záborem je znám jako Vilém Bastard.

## Mládí
Byl nemanželským potomkem vévody Roberta I. Normandského a jeho neurozené milenky Herlevy (Arlette) z Falaise, která byla dcerou koželuha. Sám Vilém později v dospělosti nadepisoval své listiny jako Wilhelmus cognomine bastardus  I navzdory svému nelegitimnímu původu se stal dalším v řadě normanských vévodů, kteří vládli Normandii již od dob Rolla Normanského. Po předčasné smrti svého otce, který zemřel při návratu z pouti do Svaté země v roce 1035, získal Vilém jako sedmileté dítě vládu v Normandii. Jeho poručníky a ochránci se v této době stali tři mocní muži - arcibiskup Robert z Rouenu, vévoda Alan Bretaňský a hofmistr Osbern. I přesto byl Vilémův život často v nebezpečí a jeho dětství a dospívání se odehrávalo v ovzduší neustálých intrik a strachu. Dva z jeho ochránců - vévoda Alan a hofmistr Osbern byli dokonce zavražděni. Roku 1046 došlo k otevřené vzpouře proti Vilémovi, když se kolem Vilémova bratrance Guye Burgundského seskupilo několik nespokojených normandských feudálů a podporovali Guye v jeho požadavcích na získání vévodského titulu. Vilém se obrátil s prosbou o pomoc na svého lenního pána, francouzského krále Jindřicha I. Společně pak vojska Guye Burgundského porazili.

## Normandský vévoda
V sedmnácti letech se stal Vilém oficiálně vévodou. V prvních letech dospělosti se proslavil jako zdatný voják v turnajích a rebeliích, které nakonec vedl i proti svému nedávnému spojenci francouzskému králi Jindřichovi, se kterým sousedil v Bretani.
Roku 1049 se v Eu Vilém oženil s Matyldou, dcerou hraběte Balduina Flanderského. K uzavření tohoto manželství se váže jistá příhoda o tom, že Vilém nejprve musel Matyldu zbít, protože se odmítala vdát za bastarda, potom však souhlasila, protože ji svým činem přesvědčil, že je pevný a vytrvalý ve svých cílech. Matyldě pak měl být Vilém na svou dobu nezvykle věrný. Manželé spolu zplodili devět dětí.

## Boj o anglický trůn
Na jaře roku 1051 obdržel Vilém důležité poselství od anglického krále Eduarda Vyznavače. Bezdětný Eduard určil za svého nástupce na anglickém trůně právě svého normanského příbuzného Viléma. Král Eduard tak učinil navzdory velké nelibosti rodu Godwinsonů, kteří si rovněž činili nárok na trůn. Po Eduardově smrti v lednu 1066 vznesl tedy Vilém nárok na anglickou korunu. Spolu s ním však vznesl nárok i norský král Harald III. Hardrada. Na trůn ale nakonec usedl Eduardův švagr Harold II. Godwinson.
| „              | Po smrti svatého anglického krále Eduarda, když knížata zápasila o království, zmocnil se žezla zločinný Harold, kdysi vévoda Anglů. Vládu se mu snažil vyrvat jeho bratr jménem Tosti a pozval na pomoc norského krále Haralda a irského krále. Anglický král zabil Tostiho, irského krále i Haralda a celé jejich vojsko... | “ |
| — Adam Brémský | |   |

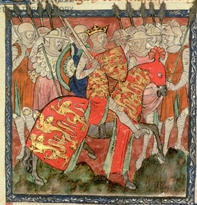
Vilém Dobyvatel (středověká miniatura)

V září 1066 se Vilém, ještě jako normandský vévoda, pokusil pouze s několika tisíci muži překročit kanál La Manche, aby se stal vládcem Anglie. Anglický trůn získal 25. prosince 1066 poté, co 14. října porazil v bitvě u Hastingsu vojsko posledního anglosaského krále Anglie Harolda II., který v této bitvě padl.
| „                  | ...byli obráceni na útěk a prchali, jakmile se jim k tomu naskytla příležitost, někteří na ukořistěných koních, většina po vlastních nohou... Normané... je neúnavně pronásledovali, vraždili provinilé uprchlíky a dělali s nimi krátký proces, zatímco kopyta jejich koní vykonávala rozsudky smrti nad těmi, kteří jim padli pod nohy. | “ |
| — Vilém z Poitiers | |   |

Dobytí Anglie Normany mělo v jejích dějinách zásadní vliv. Došlo tak k nahrazení původně anglosaské kultury za normanskou. Dalším aspektem bylo zavedení francouzského způsobu feudalismu a normanské francouzštiny coby jazyka aristokracie. A v neposlední řadě došlo k úzkému svázání historie středověké Anglie s děním na území Francie, což trvalo až do konce stoleté války v polovině 15. století.

## Král Anglie

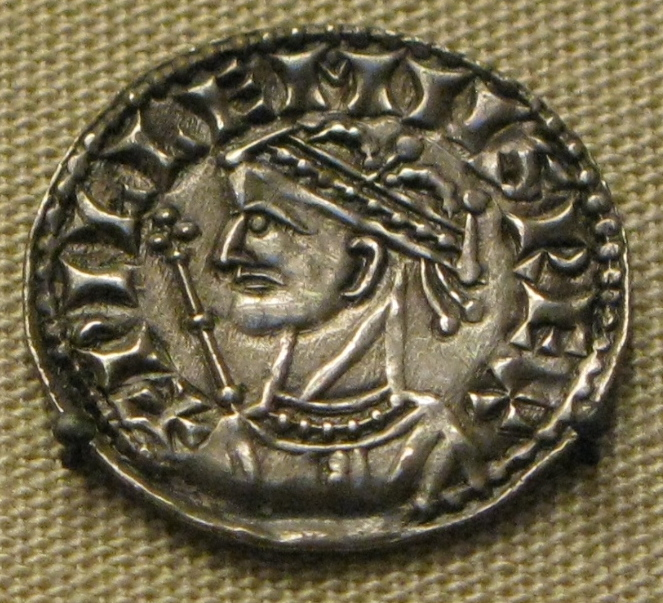
Vilémův stříbrný

Po dobytí Anglie musel Vilém čelit mnoha rebeliím proti normanské nadvládě. Do jejich čela se postavili anglosaští šlechtici, jejichž majetky byly po jejich porážce vždy přiděleny Vilémovým normanským druhům a věrným šlechticům. Vilém nejprve odebral majetek všem, kteří bojovali po boku Harolda II., a potom vzbouřencům. Jednotkami majetku byly tzv. rytířské lány (knight’s fee), které v době války musely dodat jednoho plně ozbrojeného rytíře. Po této exekuci majetku si Vilém ponechal 1422 manství, jeho nevlastní bratr Robert z Mortrain 795 a druhý bratr biskup Odo z Bayeux 439. Asi pět tisíc normanských rytířů se stalo zároveň vojáky i statkáři. Normané v Anglii žili jako okupační armáda, stavěli hrady na svou obranu proti poddaným. Anglosaských obyvatel bylo asi 1,5 milionů, Normanů jen deset tisíc. Mnohem více než místní odpor ohrožovala Vilémovu moc dánská invaze roku 1069. Dánský král Sven si totiž rovněž činil nárok na anglický trůn, jelikož byl synovcem anglického krále Knuta Velikého. Dánové nakonec uzavřeli s Vilémem mír.

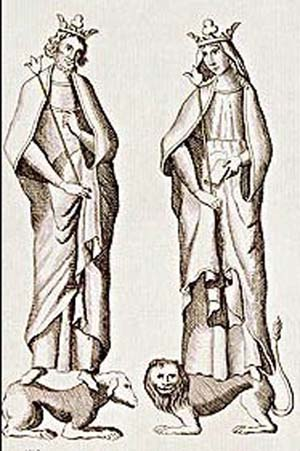
Vilém Dobyvatel a Matylda Flanderská (nákres náhrobku z kostela sv. Štěpána v Caen)

Roku 1070 Vilém sesadil některé anglické biskupy a žádní angličtí biskupové už nebyli jmenováni. Do roku 1086 zanikla stará anglosaská šlechta a do popředí se dostávala normanská aristokracie mluvící odlišnou řečí. Dějiny Anglie byly spojené až do roku 1204 s dějinami Normandie. Starý anglosaský jazyk se začal mísit s francouzštinou (peace-paix, court-cour).
Roku 1086 nechal Vilém sepsat první kompletní anglickou pozemkovou knihu Domesday Book, do níž byli zapsáni všichni držitelé půdy. Podle této knihy bylo v Anglii 9 300 držitelů půdy ze strany šlechty a duchovenstva, 85 tisíc svobodníků, 108 tisíc poddaných a 25 tisíc otroků, ze kterých se v příštím století stali nevolníci.
Ve Francii se objevovala snaha Vilémovu moc omezit. V čele stál francouzský král Filip a hrabě Fulko z Anjou. Do rebelie proti otci se zapletl i nejstarší syn Robert, a to hlavně proto, že nemohl využívat peníze ani moc, které mu plynuly z toho, že byl dědicem. Bojištěm se stal Vexin, sporné území na břehu Seiny mezi Rouenem a Paříží. Do Normandie vpadla posádka pevnosti Nantes a Vilém se vydal v červenci 1087 na odvetu, při tažení však byl těžce zraněn a převezen do kláštera sv. Gervase v Rouenu. Navzdory všem neshodám určil za příštího vévodu Normandie svého syna Roberta. Synu Vilémovi svěřil správu Anglie a syn Jindřich obdržel značný obnos peněz. Vilém Dobyvatel zemřel 9. září 1087 a jeho pozůstatky byly převezeny do opatství sv. Štěpána v Caen, kde byl pochován. Ve druhé polovině 16. století během náboženských válek byl králův mramorový náhrobek i hrob zničen a většina králových kosterních pozůstatků ztracena; současný náhrobek je až z 19. století.
Po pohřbu začal ihned spor mezi jeho syny. Boje probíhaly v Anglii a Normandii, nakonec z nich vyšel jako vítěz Jindřich.

## Rodina a děti
Vilém a jeho manželka Matylda měli nejméně devět dětí. Pořadí narození synů je jasné, ale žádný zdroj neuvádí relativní pořadí narození dcer.
- Robert se narodil v letech 1051 až 1054, zemřel 10. února 1134. Normandský vévoda, oženil se se Sibylou, dcerou hraběte Goffreda z Conversana.
- Richard se narodil před rokem 1056, zemřel kolem roku 1075.
- Vilém se narodil mezi lety 1056 a 1060, zemřel 2. srpna 1100. Anglický král, zabit v New Forestu.
- Jindřich se narodil koncem roku 1068 a zemřel 1. prosince 1135. Anglický král, oženil se s Editou, dcerou Malcolma III. Skotského. Jeho druhou manželkou byla Adeliza z Lovaně.
- Adeliza (nebo Adelida, Adelaida) zemřela před rokem 1113, údajně zasnoubená s Haroldem Godwinsonem, pravděpodobně jeptiškou ze Saint Léger v Préaux.
- Cecílie (nebo Cecily) se narodila před rokem 1066, zemřela roku 1127 jako abatyše Nejsvětější Trojice v Caen.
- Matylda se narodila kolem roku 1061, zemřela snad kolem roku 1086. Zmíněna v Domesday Book z roku 1086 jako dcera Viléma.
- Konstancie zemřela v roce 1090, provdala se za vévodu Alana IV. Bretaňského.
- Adéla zemřela roku 1137, provdala se za hraběte Štěpána z Blois.
- (Možná) Agáta, snoubenka Alfonse VI. Leónského a Kastilského.[pozn. 4]

Neexistuje žádný důkaz o tom, že by se Vilémovi narodily nějaké nemanželské děti.